# Electro-Harmonix
Electro-Harmonix ist eine Marke der New Sensor Corporation, New York, USA, die in erster Linie Effektgeräte für Musiker herstellt, die sowohl für den Live- als auch für den Studioeinsatz geeignet sind. Gegründet wurde das ursprünglich eigenständige Unternehmen Electro-Harmonix 1968 von Mike Matthews, der bis heute als CEO der Firma vorsteht.
Die meisten Geräte sind für E-Gitarren gedacht, wenige für den E-Bass, wobei die meisten problemlos mit jedem beliebigen Tonsignal verwendet werden können (Keyboard, Mikrofon usw.).
Eine Besonderheit von EHX ist das Überwiegen von analogen Effektgeräten, obwohl der Trend seit vielen Jahren zur digitalen Soundbearbeitung geht. Gerade bei Delay-Effektgeräten weisen digital arbeitende Geräte deutliche Vorteile auf. z. B. keine Sound- und Lautstärkenverluste, sehr lange Delay-Zeiten, Loop-Funktionen. Electro-Harmonix bietet dennoch weiterhin vorwiegend analoge Delay-Effektgeräte an.
Zudem sind im Katalog der Firma weitere Standardeffekte vertreten, von Verzerrern über Modulations-Effekte (Chorus, Phase-Shifter, Tremolo, Vibrato etc.) bis hin zu Synthesizern, die ebenfalls analog arbeiten. In den letzten Jahren sind zudem neue Geräte hinzugekommen, die mit Elektronenröhren arbeiten, welche die New Sensor Corporation auch herstellt.
Eine weitere Besonderheit ist die kreative Namensgebung der einzelnen Geräte: „Small Stone“ (Phaser), „The Worm“ (Vibrato, Tremolo, Wah Phaser), „Bassballs“ (Envelope-Filter), „Big Muff“ (Fuzz), „Holy Grail“ (Reverb) u. v. m.
Populäre Musiker, die mit Hilfe der EHX-Effektgeräte ihren individuellen Klang schufen, verhalfen dem Unternehmen zu großen Ruhm. Der Gitarrist Kurt Cobain von Nirvana nutzte zum Beispiel für das Hauptthema in „Come As You Are“ sowie diverse Soli den Chorus „Small Clone“. Außerdem benutzt der von den White Stripes bekannte Musiker Jack White öfters den „Polyphonic Octave Generator“ oder kurz „POG“, was man besonders in dem Song Blue Orchid hören kann. Der Verzerrer „Big Muff“ war auf Titeln von Carlos Santana, der Grungeband Mudhoney und von Tocotronic zu hören. Bereits 1976 verwendete der französische Musiker Jean-Michel Jarre einen Small Stone-Phaser in Kombination mit der Eminent 310, um den schwebenden Klang seines Albums Oxygène herbeizuführen.